# 非善艷花介
非善艷花介（学名：Abroeythereis feishania）为粗面介科艷花介屬下的一个种。